# Dicranum brevisetum
Dicranum brevisetum är en bladmossart som beskrevs av Frans François Dozy och Molkenboer 1844. Dicranum brevisetum ingår i släktet kvastmossor, och familjen Dicranaceae. Inga underarter finns listade i Catalogue of Life.